# Cha Roga Club
Cha Roga Club, o simplemente "Cha Roga", es un club de rugby nacido en la ciudad de Santa Fe Capital, con sede en la localidad de Santo Tomé.

## Deportes
Cha Roga significa "Nuestra Casa" que es una expresión proveniente de los Quiloazas, primeras naciones que habitaron en el centro de la provincia de Santa Fe. Anteriormente se usó Che Roga -mi casa- en voz guaraní. 
Actualmente el Club se destaca por el Rugby Masculino y Femenino, en todas sus categorías: escuelita, infantiles, juveniles, hasta plantel superior.

## Un poco de historia
El Club fue fundado el 6 de febrero de 1952 luego de que Gimnasia y Esgrima abandonara la práctica oficial del rugby en la Ciudad de Santa Fe.
A partir de ese momento comenzó a entrenar solamente rugby masculino en el Campo Universitario de la ciudad adoptando el cangrejo de colores azul, rojo y blanco como mascota o logo. 
En 1955, fue miembro fundador de la Unión Santafesina de Rugby.
Tiene en su haber los títulos de primera división de los años 1955, 1956, 1957, 1958, 1966 y 1972.
En 1979, socios y jugadores de la Institución adquieren el actual predio en la ciudad vecina de Santo Tomé, y desde entonces, todas las actividades se realizan en dichas instalaciones que cuentan con 4 canchas de rugby y una de hockey sobre césped.
Con el correr de los años, Cha Roga sumó otras disciplinas aunque en la actualidad no se practican, entre las cuales se encuentran el hockey femenino y masculino. 
El Nine de Veteranos es un clásico de la región. Ha llegado a reunir clubes de todo el país, y ya cuenta con más de 30 ediciones, con rutilante éxito y convocatoria.

## Rugby Femenino

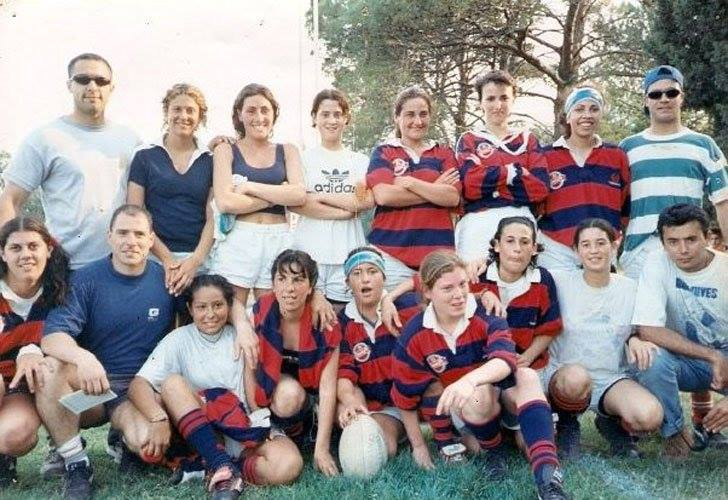
Las Pioneras, Año 1996

Hace 28 Años el Rugby Femenino se sumó a las filas de las disciplinas del club, posicionando a Cha Roga como uno de los pocos clubes de la provincia de Santa Fe con equipo femenino de rugby, logrando así una gran relevancia con sus actuaciones, excelentes participaciones en torneos y teniendo jugadoras seleccionadas a nivel provincial y nacional. Son las pioneras que empezaron con la loca idea de un equipo de rugby femenino a principio de los años 90.
Un grupo de mujeres, entre ellas hermanas, novias de jugadores, estudiantes de profesorado de educación física motivadas por amigas y madres como Mirta Brosutti de Calanchini; lograron en 1996 que oficialmente se fundara el primer equipo de rugby femenino a nivel nacional y que sea hoy en día un orgullo santafesino de excelencia deportiva.
A diferencia de los equipos masculinos, las formaciones femeninas tuvieron distintos devenires para sus fundaciones. Llegó en 1997 el primer partido oficial con Capibá de Paraná y la primera visita a Córdoba con un combinado armado con el equipo entrerriano para jugar con Jockey Club.
Este equipo intrépido de mujeres quedó conformado así:
Carla Calanchini, Carmela Carranza, Daniela Zotta, Carla Espinosa, Romina Pelegrini, Gisela Acuña, Vero Marianoff, Claudia Estoco, Agustina Garibaldi y Mariana Vera.
Los encuentros eran alegres y divertidos, la foto de aquel partido con sus "porristas" animadores, Gustavo Silguero (izquierda) y Jorge Barbieri (derecha), da cuenta de aquello y como cada uno de esos  momentos se inscribían en la maravillosa historia del rugby femenino.
Hoy, estas mujeres han trascendido y varias de ellas dieron origen al equipo femenino de mujeres mayores de 35 años, denominadas "Cangrejas +35", quienes entrenan regularmente y ya han participado en encuentro nacionales, con notable desempeño.
En el año 2017 llegó a la final del Torneo Nacional de Clubes Femenino, pero perdió contra La Plata Rugby Club.
- Datos: Q5763906